# Dragons’ Den
Dragons’ Den (Höhle der Drachen) ist der Titel eines britischen Reality-TV-Formats, von dem es zahlreiche internationale Ableger gibt. Die Rechte daran hält Sony Pictures Television. Das Grundkonzept stammt aus Japan, die internationalen Varianten richten sich im Detail aber am britischen Konzept aus.

## Konzept
In der Show treten Unternehmensgründer mit innovativen Geschäftskonzepten an, die auf der Suche nach Investoren sind. Sie stellen dabei ihre Geschäftsidee vor und bieten Anteile an ihrem Unternehmen an. Potentielle Investoren sind die „Drachen“, bei denen es sich um echte Kapitalgeber handelt, die letztlich mit ihrem eigenen Geld in die ausgewählten Unternehmen investieren und diese auch mit Know-how unterstützen.

## Internationale Versionen

### Afghanistan
In Afghanistan wurde die Sendung unter dem Namen Fikr wa Talash (Träume und erreiche) ausgestrahlt und erhielt viel Aufmerksamkeit in den Medien, da sie ein Hoffnungszeichen in dem vom Krieg gebeutelten Land setzte.

### Australien
In Australien wurde die Show unter dem Originaltitel ausgestrahlt. Die erste Staffel wurde 2005 von Seven Network gesendet. 2015 erfolgte eine Neuauflage beim Fernsehsender Ten unter dem Titel Shark Tank.

### Deutschland
Der deutsche Titel lautet Die Höhle der Löwen. Die erste Folge wurde am 19. August 2014 auf VOX ausgestrahlt. Moderator ist Ermias Habtu. Die ursprünglichen „Löwen“ sind Lencke Steiner, Judith Williams, Jochen Schweizer, Vural Öger und Frank Thelen.
Durch die Ausstrahlung soll nach dem Willen der Teilnehmer auch die Gründerkultur in Deutschland gestärkt werden. Dementsprechend fand sie bereits im Vorfeld entsprechende Aufmerksamkeit in der deutschen Startup-Szene.

### Finnland
In Finnland hieß die erste Staffel Leijonan kita (Löwenmaul). Die Erstausstrahlung erfolgte am 27. September 2007. Unter den Investoren dieser Staffel war Lisa Sounio.
Eine Nachfolgesendung startete im Februar 2013 bei dem finnischen Privatsender Nelonen, diesmal unter dem Titel Leijonan luola (Die Höhle der Löwen).

### Großbritannien
Die Ausstrahlung der ersten Staffel in Großbritannien startete am 4. Januar 2005 auf BBC Two. Im Sommer 2014 wurde mit der Ausstrahlung der 12. Staffel begonnen.

### Irland
In Irland wurden Stand Sommer 2014 seit 2009 sechs Staffeln ausgestrahlt. Ausweislich der Homepage des Senders RTÉ ist dort auch eine Ausgabe für Kinder und Teenager geplant (Junior Dragons' Den).

### Israel
Die israelische Ausgabe heißt Hakrishim, was übersetzt Die Haie bedeutet. Unter den israelischen Investoren war Nir Barkat.

### Japan
Die japanische Version マネーの虎 Manê no Tora (Geld Tiger) ist das eigentliche Original. Die Sendung wurde zwischen 2001 und 2004 von Nippon Terebi Hōsōmō ausgestrahlt und war das erste japanische Unterhaltungsprogramm, das sich mit geschäftlichen Themen auseinandersetzte. Während der dreijährigen Laufzeit traten 16 japanische Geschäftsleute als Tiger auf.

### Kanada
In Kanada gibt es sowohl eine englischsprachige als auch eine französischsprachige Version der Show. Während die englischsprachige Variante den Originaltitel trägt, heißt die französischsprachige Fassung Dans l’œil du dragon (Im Auge des Drachen).
Die erste Staffel der englischen Version startete am 3. Oktober 2006. Insgesamt wurden bislang acht Staffeln gesendet, eine neunte ist angekündigt.
Von der französischsprachigen Sendung wurden seit 2012 drei Staffeln ausgestrahlt.

### Kenia
In Kenia wird das Format unter dem Namen Lions’ Den auf dem Sender KCB (Kenya Broadcasting Corporation) ausgestrahlt.

### Kroatien
In Kroatien hieß Dragons' Den Zmajevo gnijezdo. Es wurde 2007 eine Staffel ausgestrahlt.

### Libanon
Im Libanon war Dragons’ Den als Dragons’ Den: Al Aareen العرين (The Den) bekannt und wurde vom libanesischen Sender Future Television ausgestrahlt. Die Sendung wurde im gesamten arabischen Raum wahrgenommen und sowohl Kandidaten als auch „Drachen“ kamen aus verschiedenen arabischen Ländern.

### Neuseeland
In Neuseeland wurden seit 2006 bislang fünf Staffeln bei Television New Zealand ausgestrahlt. Unter den Drachen war die Schauspielerin Julie Christie.

### Niederlande
In den Niederlanden erfolgte die Erstausstrahlung ab Mai 2007 auf Nederland 3. 2008 folgte eine zweite Staffel.

### Nigeria
Eine Staffel wurde 2007 von dem nigerianischen Sender AIT Network ausgestrahlt.

### Österreich
Die erste Staffel der österreichischen Version wurde ab November 2013 unter dem Titel "2 Minuten 2 Millionen" auf dem Sender Puls 4 gezeigt, moderiert von Daniel Cronin und Sonya Kraus. Eine zweite Staffel wurde Anfang 2015 gezeigt, ohne die beiden Moderatoren.

### Polen
In Polen heißt das Format Dragons' Den - jak zostać milionerem (Dragons' Den - Wie werde ich Millionär) und wurde von dem privaten Sender TV 4 ausgestrahlt.

### Rumänien
Die rumänische Variante heißt Arena Leilor (Arena der Löwen).

### Russland
Der Titel der russischen Version lautet Kapital. Einer der Investoren in der russischen Ausgabe der Show war so unbeeindruckt von den präsentierten Geschäftsmodellen, dass er in keins investierte.

### Saudi-Arabien
2009 wurde das Format vom saudischen Fernsehsender STV1 lizenziert. Die Ausstrahlung erfolgte 2010 unter dem Namen Altujar التجار. Es war das erste vom saudischen Fernsehen lizenzierte ausländische Fernsehkonzept.

### Slowenien
Die slowenische Ausgabe heißt Dober Posel (Gutes Geschäft).

### Spanien
In Spanien heißt die Show  Tu Oportunidad (Deine Chance). Die Erstausstrahlung erfolgte 2013.

### Schweden
Unter dem Titel Draknästet (Drachennest) wurde das Format 2009 und 2010 von SVT 2 ausgestrahlt. Eine Staffel 2014 ist geplant.

### Schweiz
In der Schweiz produziert der Sender TV24 die Sendungen unter dem Namen Die Höhle der Löwen Schweiz. Die erste Staffel mit sieben Folgen wurde vom 21. Mai 2019 bis 2. Juli 2019 ausgestrahlt. Die Ausstrahlung der 2. Staffel begann am 22. September 2020.

### Tschechische Republik
Die Erstausstrahlung in der Tschechischen Republik erfolgte am 31. März 2009, sie lief unter dem Titel Den D (The D-Day). Unter den Investoren war der Politiker und Unternehmer Tomio Okamura.

### Türkei
Der Name des türkischen Ablegers lautet einfach Dragons' Den Türkiye.

### Ukraine
In der Ukraine lief das Format unter dem Titel Акули бізнесу (Business Sharks). Einer der „Haie“ dort war der spätere stellvertretende Ministerpräsident Serhij Tihipko.

### Vereinigte Staaten
Der Titel der amerikanischen Variante ist Shark Tank (Haifischbecken). Es wurden bereits acht Staffeln seit 2009 ausgestrahlt. Insgesamt wurden über die Serie mehr als 100 Millionen US-Dollar investiert und über 10.000 Arbeitsplätze geschaffen. Zur Stamm-Besetzung gehören die Sharks Barbara Corcoran, Mark Cuban, Lori Greiner, Robert Herjavec, Daymond John und Kevin O’Leary. Als Gast-Investoren kommen Persönlichkeiten wie Steve Tisch und John Paul DeJoria hinzu.